# Hexateuque

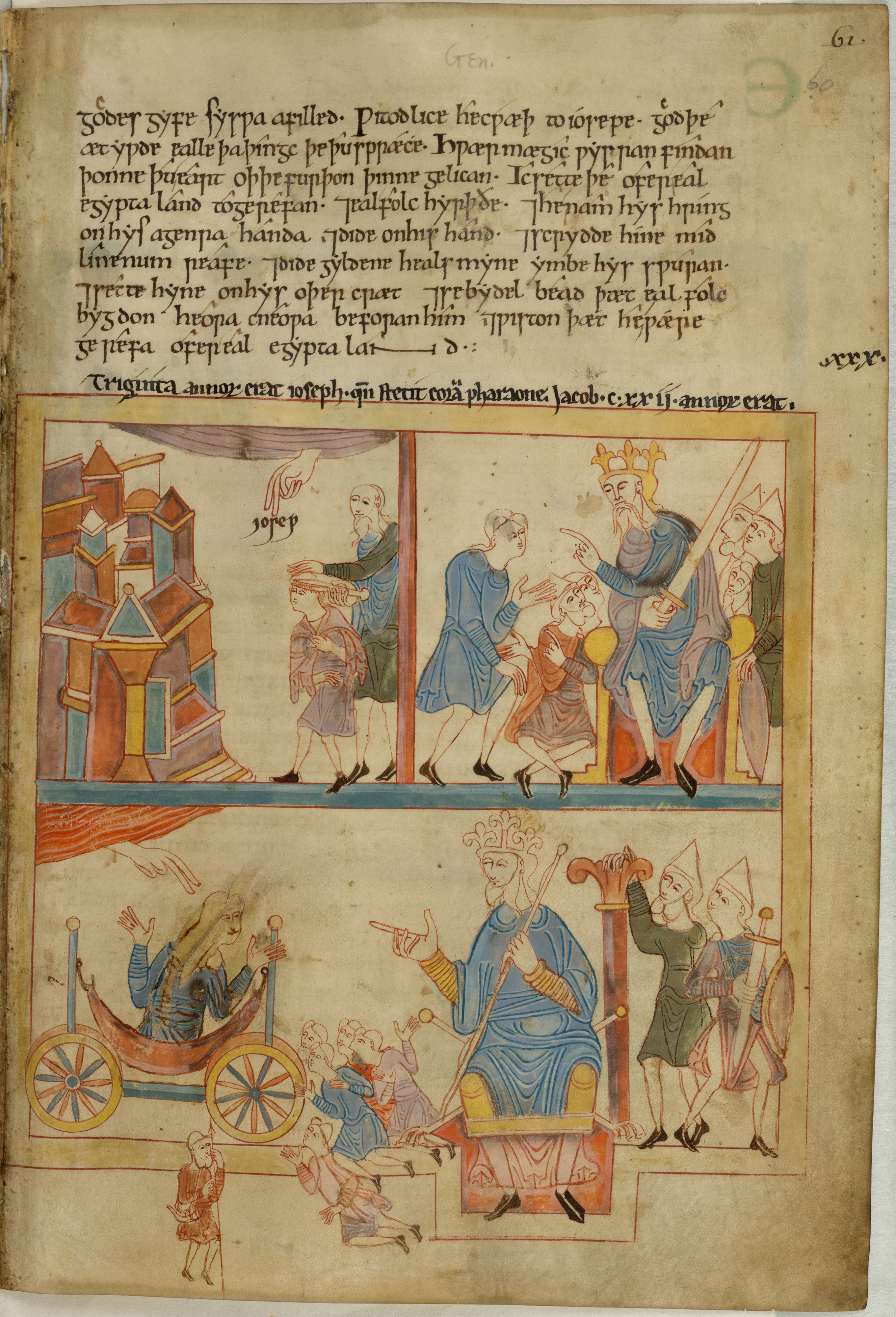
L'Hexateuque est l'ensemble des six livres bibliques constitué par la réunion des cinq livres du Pentateuque (ou Torah) et du Livre de Josué.
Tant la continuité historique que la similitude des thèmes et du style suggérèrent aux théologiens anciens que ces six livres constituaient une seule unité. Origène, au IIIe siècle, écrivit des Homélies sur l'Hexateuque. Le débat resurgit au XVIIIe siècle après les découvertes de Jean Astruc ; il culmina entre la fin du XIXe siècle et le début du XXe siècle.